# Чорні Черешні
Чорні черешні — український поп-фолк-джаз гурт створений наприкінці 80-х років XX століття.

## Історія
Група утворилася в Рівному в 1989 році, коли кілька молодих хлопців згуртувалися щоби пограти для себе, для задоволення, а вже згодом вирішили створити групу. Через деякий час гурту "Юрій Поліщук і тріо" вдалося виступити на міжнародному конкурсі бальних танців у БК «Хімік» міста Рівне.
Під час фестивалю «Оберіг-90» в Луцьку на Юрія звернули увагу представники громадських організацій та бізнесу. В березні 1991 року «Юрій Поліщук і тріо» взяли участь у відбірковому турі конкуру «ЧЕРВОНА РУТА-91», ЗАПОРІЖЖЯ, де завоювали перше місце в жанрі популярної музики. На конкурсі група стала дипломантом і з тих пір назву гурту утвердили як «Чорні черешні".
Загалом, гурт не практикує численних концертних турів, оскільки має кілька стаціонарних музичних площадок (в містах Луцьк та Рівне) де відбуваються його виступи. Вже понад 10 років в Рівному відбувається ювілейний  концерт в честь колективу з перемінним складом учасників.Окрім того «Чорні черешні» часто запрошують на різні музичні фестивалі та конкурси в різних містах України. За їх творчі експерименти та виступи — нагороджені:
- Дипломант фестивалю «Червона рута» (Запоріжжя-91),
- Володарем Гран-прі Міжнародного фестивалю естрадної музики «Марія» (місто Трускавець).
- Постійний учасник та дипломант фестивалю «Оберіг» (Луцьк) в 1995—1997 роках,
- Володарі найвищої відзнаки фестивалю «Велика Берегиня».
- Гурт брав участь у фестивалі співаної поезії і авторської пісні «Акорд», який проходив в місті Санкт-Петербург в 1996 році, та в українському фестивалі естрадної пісні «Сопот-93».

## Склад гурту
- Юрко Поліщук → гітара, вокал, гармоніка,
- Андрій Олекшій → скрипка, вокал, перкусія,
- Володимир Іванюк → контрабас, вокал,
- Віктор Копчар → перкусія, вокал

Юрій Поліщук — лідер і засновник гурту «Чорні черешні» народився в Луцьку, де закінчив школу № 1, потім музичну школу, а вищу освіту поїхав здобувати до Рівного, там і залишився працювати. Прожив у цьому місті двадцять років. А з 2007 року живе і працює знову у рідному місті. Поверненню на малу батьківщину Поліщука посприяв значною мірою клуб «Майдан», в якому він працює вже впродовж п'яти років, де дає сольні концерти та виступає із гуртом. Щоп'ятниці, коли в «Майдані» проходять виступи «Чорних Черешень», годі шукати вільного столика. Більшість відвідувачів цього закладу приходять саме на концерт «Черешень», послухати українських народних пісень, класику рок-музики у їхньому виконанні.
Альма-матер для майбутніх «Чорних черешень» став Рівненський інститут Культури, де навчався Юрко Поліщук, його коло спілкування складали студенти, викладачі, які з'їхалися туди з усієї України. Вплив різних культур зробив свою справу, на той час це було дуже добре для молодих музи́к, адже починали вони «інтернаціональним» складом: перкусист був з Буковини, контрабасист з Кременця, скрипаль з Тернополя, Поліщук з Луцька. У Рівному, особливо в мистецькому середовищі, відчувалося різноманіття культурних традицій різних регіонів України. До того ж, в теперішньому Гуманітарному університеті існує міцна, розвинена, з хорошими традиціями та напрацюваннями, кафедра фольклору та етнографії. Саме там викладачі з різних регіонів України ґрунтовно досліджують фольклор Полісся, Волині і в цьому плідному ґрунті народився гурт Чорні черешні, котрий увібрав у себе всі найкращі традиції народної музики.

## Творчість
Група виконує поп-фолк-джаз-музику. Пісні гурту з 1999 року набули ще й рок-забарвлення.